# Soul to Squeeze
Singles de Red Hot Chili Peppers
If You Have to Ask
(1993) Warped
(1995)
Soul to Squeeze est une chanson des Red Hot Chili Peppers sortie en single en 1993 et qui figure sur la bande originale du film Coneheads. 
À l'origine, la chanson devait figurer sur l'album Blood Sugar Sex Magik mais a finalement été laissée de côté. Elle se trouve sur la compilation Greatest Hits, à la fois sur le CD et le clip sur le DVD.
En visionnant le clip vidéo, on remarquera l'absence de John Frusciante. On peut donc en déduire qu'il a été tourné après son départ des Red Hot Chili Peppers de l'époque.